# Heriades yunnanensis
Heriades yunnanensis är en biart som beskrevs av Wu 1992. Heriades yunnanensis ingår i släktet väggbin, och familjen buksamlarbin. Inga underarter finns listade i Catalogue of Life.